# Vergilius

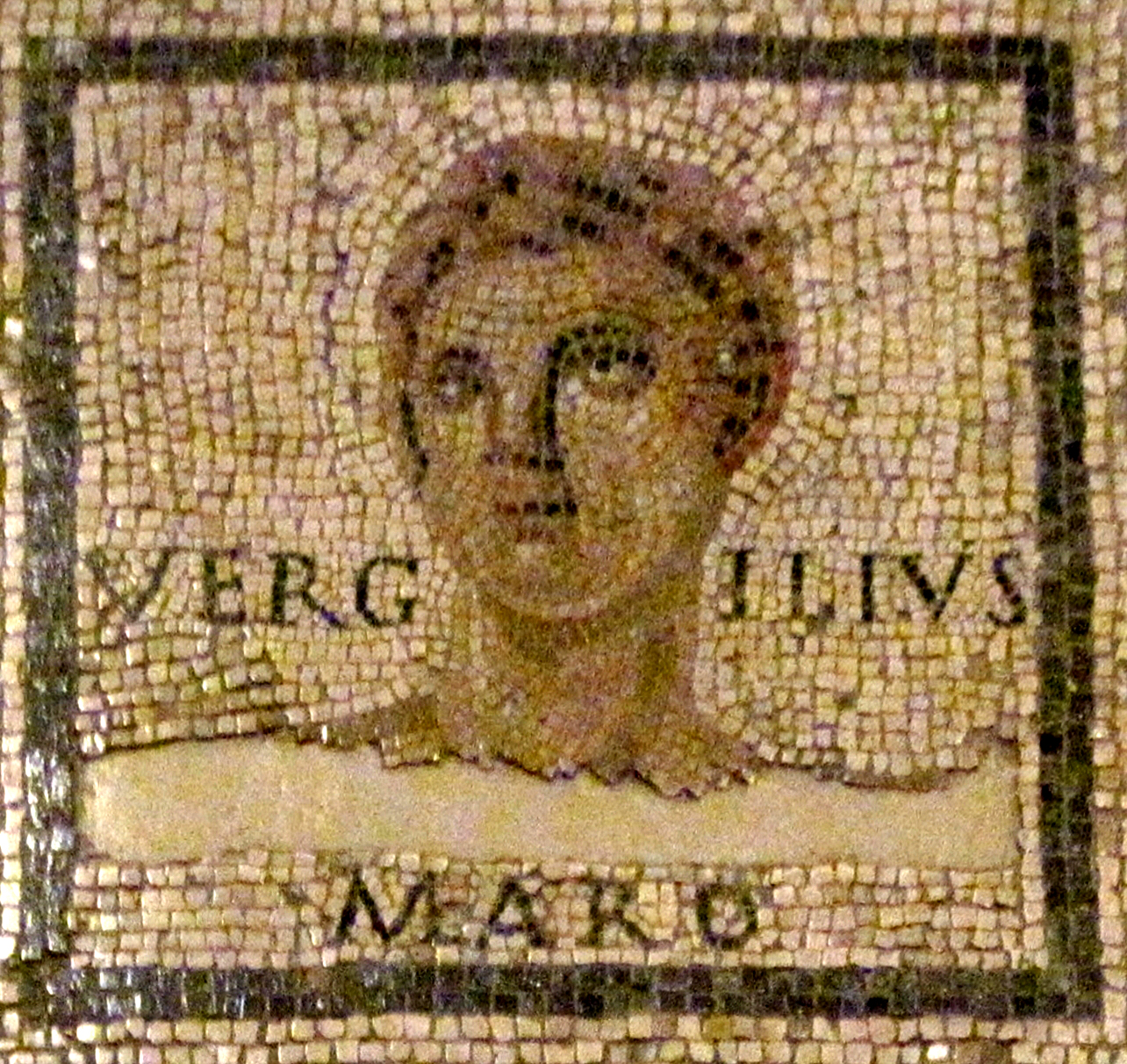
Mosaik från 200-talet funnen i Trier.

Publius Vergilius Maro, född 15 oktober 70 f.Kr. i Andes (Borgo Virgilio) nära Mantua i nuvarande Lombardiet i Italien, död 21 september 19 f.Kr. i Brindisi i nuvarande Apulien i Italien, var en romersk poet, mest känd som författare till det romerska nationaleposet Aeneiden. Trots att Vergilius blev romarnas nationalskald, var han inte bördig från Rom, utan från Gallia Cisalpina. Han kom dock tidigt till Rom för att studera retorik, medicin och filosofi. Under denna period spreds troligen hans tidiga dikter, vilket i kombination med kontakt med såväl Augustus som Maecenas etablerade honom som en uppburen poet.
Vergilius bevarade episka dikter, i synnerhet Aeneiden, är en viktig del av den bevarade romerska litteraturen och har i hög grad påverkat vår bild av denna. I Dantes Den gudomliga komedin är det Vergilius som är författarens ciceron genom Helvetet och Skärselden.

## Biografi
Vergilius far var jordbrukare, hans mor var dotter till en domstolstjänsteman. Föräldrarna verkar ha varit ganska välbärgade. Vergilius fick först undervisning i Cremona, sedan i Mediolanum (Milano) och därefter, från år 53 f.Kr., i Rom och Neapel. I Neapel studerade han grekisk litteratur under den alexandrinske lärodiktsförfattaren Parthenios från Nicaea. Efter år 47 f.Kr. fortsatte han studierna i Rom. Han återvände år 45 f.Kr. till hembygden för att slå sig till ro på fädernegården och leva ett stilla lantligt liv, något som han kom att lovsjunga i herdedikter.
År 41 f.Kr. drabbades Vergilius av en motgång. Vid triumvirernas jordutdelningar överläts hans gård till en centurion. Han återfick dock gården genom ett ingripande av ståthållaren i Gallia Cisalpina, Asinius Pollio, som hade lärt känna Vergilius och nu agerade för honom hos Maecenas och Octavianus. Redan följande år togs hans egendom dock i besittning av en annan soldat. Vergilius, som i detta skeende löpte fara för livet, begav sig till Rom, där han i en herdedikt klagade sin nöd för Octavianus (Augustus). Genom Maecenas, som då hunnit fästa sig vid Vergilius, fick han en ny gård, sannolikt i Kampanien. På uppmaning av sin gynnare skildrade Vergilius lantbruket i en större dikt. Detta var han sysselsatt med från år 37 eller 36 till omkring 29 f.Kr. Under denna tid uppehöll han sig i Rom, Neapel eller på Sicilien. I Neapel kallade man honom "Parthenios" ("den jungfrulige") och han var populär hos allmänheten på teatern.
Vergilius tycks ha avsett att redan vid denna tid skildra Octavianus bragder. Men han ändrade sig och ägnade sig istället åt att förhärliga Roms storhet och kejsar Augustus i en omfattande dikt som behandlade trojanen Aeneas irrfärder och strider. Detta ämne fanns det berättelser om i sagor och arvssägner alltifrån det första puniska krigets tid. De framställde Aeneas som romarnas stamfader och urhjälte. Augustus uppmuntrade ivrigt Vergilius att fullfölja denna plan och begärde under fälttåget i Spanien år 25 att få delar av dikten sända till sig och lät år 23 f.Kr. föreläsas stycken av den.
För att lägga sista handen vid sitt verk reste Vergilius år 19 f.Kr. vid 51 års ålder till Grekland. Därifrån hade han planerat att resa till Asien för att bli kvar där en längre tid. Men han beslöt istället att återvända med Augustus, som han träffade i Aten. Under denna hemresa avled han. Han begravdes enligt sin egen önskan vid Neapel, där nu ovanför Posilipogrottan hans grav ännu visas. Själv sägs han ha författat en gravskrift: "Mantua livet mig gav, Kalabrien döden. Neapel hyser mig. Jag sjöng om herdarnas liv, landet och hjältar."
Vergilius efterlämnade en stor förmögenhet, 10 miljoner sestertier. Denna ärvdes enligt testamentet av hans halvbror Valerius Proculus, kejsaren, Maecenas samt Varius och Tucca. Varius och Tucca erhöll också hans efterlämnade skrifter, med förbud för dem att offentliggöra något som han inte själv givit ut. Det sägs att han redan före sin avresa skulle ha bett Varius att bränna Aeneiden, ifall något hände honom. Varius och Tucca gav dock, särskilt uppmanade av Augustus, ut Aeneiden i ofullbordat skick där det till och med fanns 58 oavslutade verser.

## Verk
Många av Vergilius verk var mer eller mindre beställningsverk åt mäktiga beskyddare.

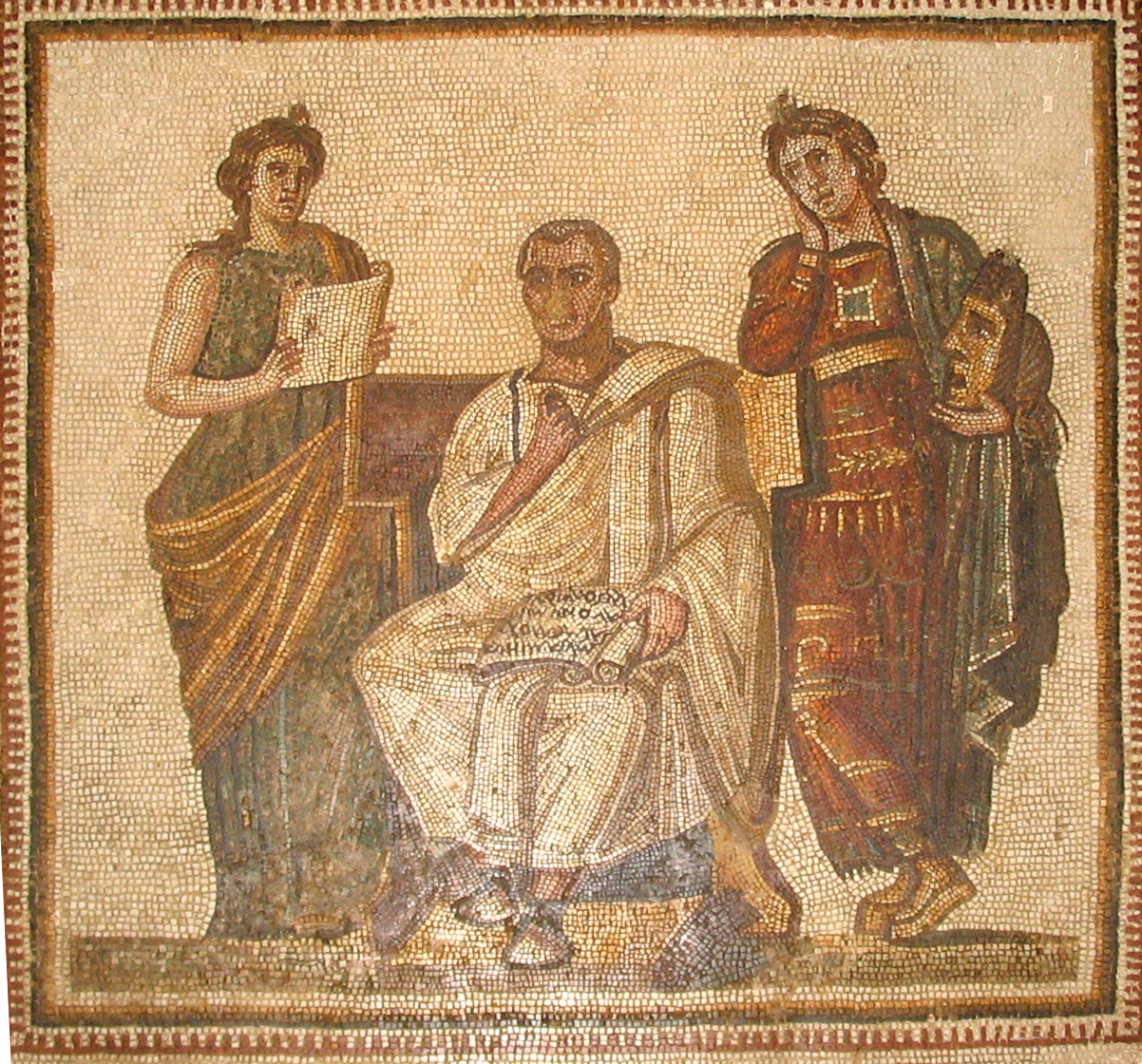
Vergilius med muserna Kleio och Melpomene i en mosaikavbildning funnen i Nordafrika, nu på Bardomuseet i Tunis.

### Bucolica
I herdedikterna gav han uttryck för kärlek till landsbygden och livet där. Dessa dikter, Bucolica, består av 10 eclogae ("små valda stycken"), för vilka Theokritos stått som förebild. Man kan i denna samling urskilja två riktningar. Den ena söker efterbilda Theokritos egentliga herdekväden, så långt detta är möjligt när scenen är förlagd till en annan trakt och framställningen påverkad av andra tidsförhållanden. Den andra ansluter till den hos Theokritos ibland framträdande allegorin och utbildar den "förklädda herdedikten", så att herdarnas liv får utgöra underlag för skildringar av personligheter och händelser i samtiden. Detta visar på hängivenheten för livet på landet och sinnet för de poetiska dragen i dessa, genom stämningsfullhet, åskådliga naturskildringar, bilder, fyndig dialog och avancerad hexametrisk versbyggnad. Sex av eklogerna är växelsånger.
Den fjärde eklogen, som skildrar en väntad guldålder, författad cirka år 40 f.Kr., är en hyllning till den dåvarande konsuln Pollio vid hans sons födelse. Den innehåller dock så pass allmänt hållna förutsägelser om en fridfull tid, att det tidvis varit populärt bland kristna att läsa den som en profetia om Messias, för att koppla Roms store poet Vergilius till den kristendom som skulle bli romersk statsreligion långt efter hans död.

### Georgica
Vergilius förkärlek för livet på landet kommer till sin fulla rätt i Georgica, en lärodikt om jordbruket, som skrevs på beställning av Maecenas. I fyra böcker framställs åkerbruk, träd- och vinkultur, boskapsskötsel och biskötsel. Vergilius redogör i sin dikt för hur detta arbete ska bedrivas på mest ändamålsenliga sätt. Eftersom han själv var en praktisk lantman hade han genom studier i den grekiska och romerska litteraturen satt sig in i ämnets teori. Hans källor var, förutom Hesiodos, särskilt den i Italien genom översättning kände feniciern Mago samt Cato och Varro grekerna Aratos och Eratosthenes (i väderlekslära och astrologi) samt Nikandros (i fysik). Det rika sakmaterial som han samlat sammanställde och omarbetade han poetiskt till en helhet.

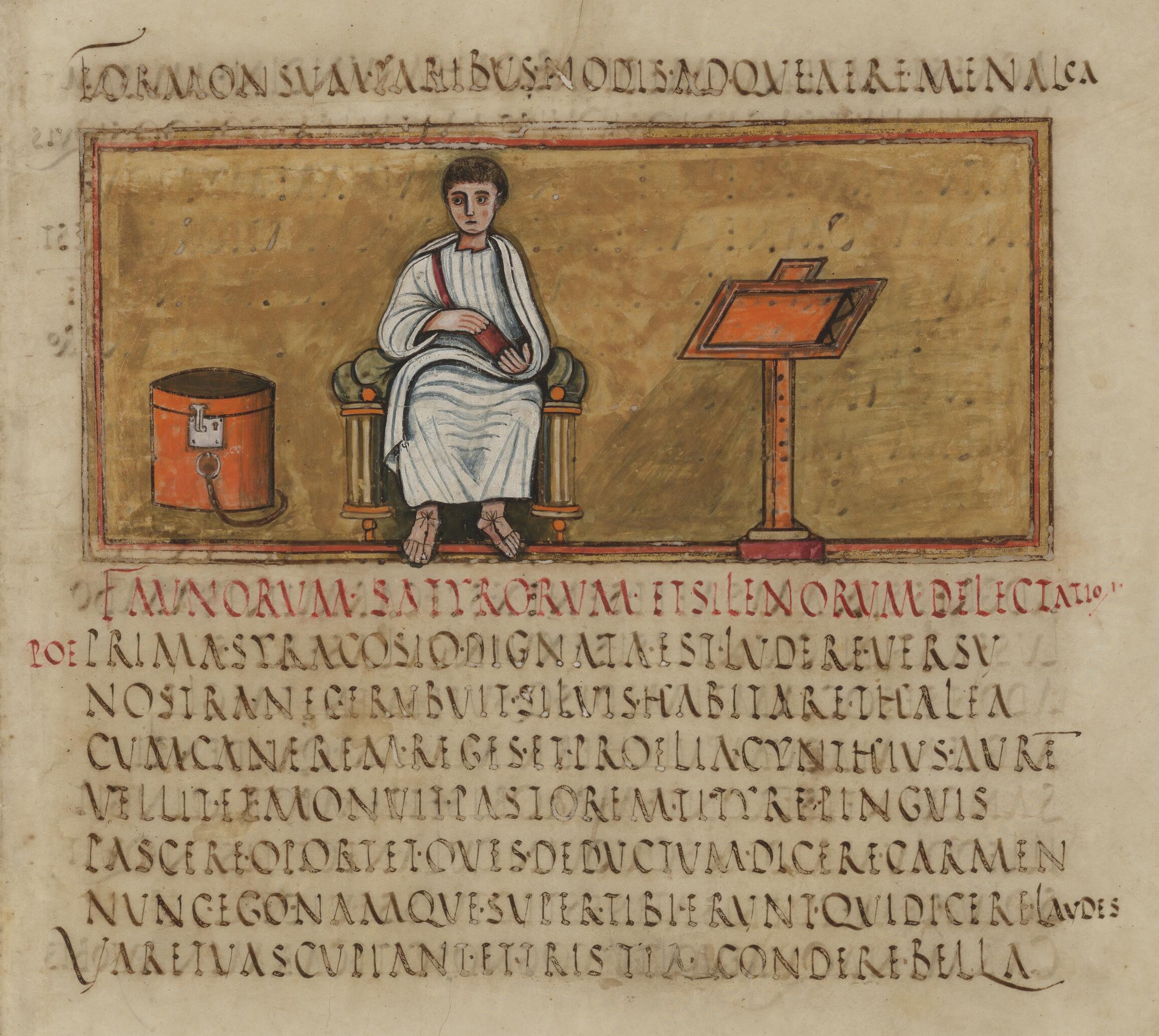
Vergilius i en illustration från Vergilius Romanus.

### Aeneiden
I Georgica hade Vergilius tillkännagivit sin avsikt att senare skriva hjältedikter. Detta ledde så småningom fram till Aeneiden, beställd av kejsar Octavianus (Augustus). Vid förhärligandet av det romerska rikets storhet framhåller Vergilius vördnaden för de himmelska makterna som en ledstjärna för det plikttrogna arbetet. Aeneas – den på samma gång fromme gudsdyrkaren, kärleksfulle sonen och modige krigaren – var en passande modell för en nationalhjälte, särskilt som kejsar Augustus, efter Caesars föredöme, hävdade att hans ätt (den juliska) hade sitt ursprung i Aeneas son Iulus (Ascanius). En del har ansett att Vergilius haft som syfte att med denna dikt verka för att återställa religionens helgd, i enlighet med Augustus planer för förbättrande av samhället. Aeneiden är ett nationalepos som vädjar till läsarnas fosterlandskärlek. Denna vädjan hade betydande framgång, trots att dikten inte fick den form Vergilius själv önskat. Aeneiden föll den romerska allmänheten i smaken. På Augustus och hans familj gjorde andra, fjärde och sjätte böckerna, som förelästes av Vergilius själv, ett djupt intryck. Aeneiden blev ett läromedel i språk- och verskonst. Man lärde sig den utantill och den fungerade som retorisk handbok. På detta sätt fick denna dikt betydande inflytande över hur man skrev och talade på latin.

### Bevarade verk
- Appendix Vergiliana 50 f.Kr.
- Bucolica, även känd som Ecloger, 37 f.Kr.
- Georgica 29 f.Kr.
- Aeneiden 19 f.Kr.

Vergilius Romanus är en illustrerad handskrift från 400-talet som innehåller delar av Bucolica, Georgica och Aeneiden.

## Övrigt
Asteroiden 2798 Vergilius är uppkallad efter honom.